# Castillo de Gien
El castillo de Gien —en francés: Château de Gien— es un castillo francés situado en la ciudad de Gien, en el departamento de Loiret de la Región central de Francia. Se le considera el corazón turístico de la Ruta Jacques-Cœur, y pertenece a conjunto monumental de los castillos del Loira, pero no está dentro del ámbito del «Valle del Loira entre Sully-sur-Loire y Chalonnes-sur-Loire» declarado Patrimonio de la Humanidad en 2000.

## Historia
El origen de esta edificación medieval data de fines del siglo XIV, y originalmente se constituía en un sitio de encuentro para la caza. El único vestigio que queda de esta época es una torre cuadrada situada en la fachada sur denominada Torre «Charlemagne».
El castillo fue remodelado a fines del siglo XV por Ana de Francia, condesa de Gien e hija mayor de Luis XI; el edificio albergó a Enrique II y Catalina de Médicis, y luego a Luis XIV y Ana de Austria y Austria-Estiria durante la Fronda.
El 11 de junio de 1940 Gien fue gravemente dañada tras un ataque de las tropas alemanas durante la Segunda Guerra Mundial. El 80% de la ciudad fue víctima de la guerra, aunque el castillo sobrevivió a los bombardeos casi ileso.
El castillo pertenece al Consejo General de Loiret desde 1823, y albergó sucesivamente a la subprefectura, los tribunales y la cárcel. Fue declarada monumento histórico en 1840. Actualmente, alberga al Museo Internacional de la Caza, entidad impulsada por Pierre-Louis Duchartre y Henri de Linarès en 1952, exponiendo piezas que incluyen una extensa colección de armas de caza, entre las que se encuentra una ballesta del siglo XV, arcabuces del siglo XVI, y tapices con diseños de Laurent Guyot, además de grabados, litografías y cerámicas; también se exhiben bocetos y pinturas de François Desportes, pintor de la corte de Luis XIV, y las obras de su sucesor, Jean-Baptiste Oudry.

## Arquitectura
El castillo de Gien, al igual que los castillos de Amboise y Blois, es uno de los castillos del Valle del Loira que fueron construidos antes de la llegada a Francia de las influencias estilísticas italianas, por lo que constituye un ejemplo exclusivo del pre-Renacimiento francés. La ornamentación está basada en ladrillo policromado, que crean patrones geométricos.